# Championnats d'Europe de natation 1947
Navigation
Édition précédente Édition suivante
La 6e édition des Championnats d'Europe de natation se déroule du 10 au 14 septembre 1947 à Roquebrune-Cap-Martin en France. Le pays accueille pour la deuxième fois cet événement organisé par la Ligue européenne de natation. Trois disciplines de la natation — natation sportive, plongeon et water-polo — figurent au programme, composé de 16 épreuves. Ce sont les premiers Championnats d'Europe de natation d'après-guerre.

## Tableau des médailles
| Rang  | Nation          | Or | Argent | Bronze | Total |
| ----- | --------------- | -- | ------ | ------ | ----- |
| 1     | France          | 6  | 1      | 1      | 8     |
| 2     | Danemark        | 5  | 0      | 1      | 6     |
| 3     | Hongrie         | 1  | 5      | 4      | 10    |
| 4     | Suède           | 1  | 4      | 0      | 5     |
| 5     | Royaume-Uni     | 1  | 2      | 2      | 5     |
| 5     | Pays-Bas        | 1  | 2      | 2      | 5     |
| 7     | Italie          | 1  | 0      | 0      | 1     |
| 8     | Autriche        | 0  | 1      | 1      | 2     |
| 8     | Yougoslavie     | 0  | 1      | 1      | 2     |
| 10    | Belgique        | 0  | 0      | 2      | 2     |
| 10    | Tchécoslovaquie | 0  | 0      | 2      | 2     |
| Total | Total           | 16 | 16     | 16     | 48    |

## Natation

### Tableau des médailles en natation
| Rang  | Nation          | Or | Argent | Bronze | Total |
| ----- | --------------- | -- | ------ | ------ | ----- |
| 1     | Danemark        | 4  | 0      | 1      | 5     |
| 2     | France          | 3  | 1      | 0      | 4     |
| 3     | Hongrie         | 1  | 4      | 3      | 8     |
| 4     | Pays-Bas        | 1  | 2      | 2      | 5     |
| 5     | Royaume-Uni     | 1  | 2      | 1      | 4     |
| 6     | Suède           | 1  | 1      | 0      | 2     |
| 7     | Yougoslavie     | 0  | 1      | 1      | 2     |
| 8     | Tchécoslovaquie | 0  | 0      | 2      | 2     |
| 9     | Belgique        | 0  | 0      | 1      | 1     |
| Total | Total           | 11 | 11     | 11     | 33    |

### Résultats

#### Hommes
| Épreuve         | Or                                                                  | Argent                                                              | Bronze                                                      |
| Nage libre      |                                                                     |                                                                     |                                                             |
| 100 m libre     | Alex Jany (FRA)                                                     | Per-Olof Olsson (SWE)                                               | Elemér Szathmáry (HUN)                                      |
| 400 m libre     | Alex Jany (FRA)                                                     | György Mitró (HUN)                                                  | Miloslav Bartusek (TCH)                                     |
| 1500 m libre    | György Mitró (HUN)                                                  | Ferenc Vörös (HUN)                                                  | Marijan Stipetic (YUG)                                      |
| Dos             |                                                                     |                                                                     |                                                             |
| 100 m dos       | Georges Vallerey (FRA)                                              | Gyula Valent (HUN)                                                  | Jiří Kovář (TCH)                                            |
| Brasse          |                                                                     |                                                                     |                                                             |
| 200 m brasse    | Roy Romain (GBR)                                                    | Anton Cerer (YUG)                                                   | Sandor Nemeth (HUN)                                         |
| Relais          |                                                                     |                                                                     |                                                             |
| 4 × 200 m libre | Suède Per-Olof Olsson Martin Lunden Per-Olof Östrand Olle Johansson | France Alexandre Jany Charles Babey Georges Vallerey Jehan Vallerey | Hongrie Imre Nyéki Géza Kádas György Mitró Elemér Szathmáry |

#### Femmes
| Épreuve         | Or                                                                | Argent                                                                                  | Bronze                                                                     |
| Nage libre      |                                                                   |                                                                                         |                                                                            |
| 100 m libre     | Fritze Nathansen (DEN)                                            | Johanna Termeulen (NED)                                                                 | Greta Andersen (DEN)                                                       |
| 400 m libre     | Karen Harup (DEN)                                                 | Catherine Gibson (GBR)                                                                  | Fernande Caroen (BEL)                                                      |
| Dos             |                                                                   |                                                                                         |                                                                            |
| 100 m dos       | Karen Harup (DEN)                                                 | Catherine Gibson (GBR)                                                                  | Iet van Feggelen (NED)                                                     |
| Brasse          |                                                                   |                                                                                         |                                                                            |
| 200 m brasse    | Nel van Vliet (NED)                                               | Éva Székely (HUN)                                                                       | Jannie De Groot (NED)                                                      |
| Relais          |                                                                   |                                                                                         |                                                                            |
| 4 × 100 m libre | Danemark Eva Svendsen Karen Harup Greta Andersen Fritze Nathansen | Pays-Bas Marie Marsman Irma Heijting-Schuhmacher Marie-Louise Vaessen Johanna Termeulen | Royaume-Uni Catherine Gibson Lilian Preece Nancy Riach Margaret Wellington |

## Water-polo
| Épreuve | Médaille d'or | Médaille d'argent | Médaille de bronze |
| Hommes  | Italie        | Suède             | Belgique           |

Équipe championne d'Europe :
| or |
| Modèle:Naz Pasquale Buonocore Emilio Bulgarelli Mario Majoni Geminio Ognio Gildo Arena Aldo Ghira Gianfranco Pandolfini Tullio Pandolfini Luigi Raspini Umberto Raspini Cesare Rubini entraîneur : Giuseppe Valle |

## Plongeon
| Épreuve         | Médaille d'or             | Médaille d'argent       | Médaille de bronze           |
| Hommes          |                           |                         |                              |
| Tremplin de 3 m | Roger Heinkelé (FRA)      | Svante Johansson (SWE)  | László Hidvégi (HUN)         |
| Haut vol à 10 m | Thomas Christiansen (DEN) | Lennart Brunnhage (SWE) | Louis Marchant (GBR)         |
| Femmes          |                           |                         |                              |
| Tremplin de 3 m | Mady Moreau (FRA)         | Alma Staudinger (AUT)   | Jeannette Aubert-Pinel (FRA) |
| Haut vol à 10 m | Nicole Pelissard (FRA)    | Eileen Szagot (HUN)     | Alma Staudinger (AUT)        |